# Karl Heinrich Rau
Karl Heinrich Daniel Rau, född 23 november 1792 i Erlangen, död 18 mars 1870 i Heidelberg, var en tysk nationalekonom.
Rau blev 1816 professor vid universitetet i Erlangen och mottog 1822 en professur i Heidelberg, vilken han skötte ända till kort före sin död. Han var 1833-40 ledamot av storhertigdömet Badens första kammaren och 1848 av Vorparlamentet i Frankfurt am Main.
Inom nationalekonomin intog Rau en kameralistisk-merkantilistisk ståndpunkt. Med tiden övergick han dock till den klassiska skolan, såsom den grundlagts av Adam Smith och Jean-Baptiste Say, anslöt sig med vissa förbehåll till David Ricardos jordränteteori och hävdade frihandelns grundsatser. Han var framstående som systematiker och genom sina insikter i de olika yrkenas teknik samt inte minst, då det gällde att från allmännare synpunkter bedöma jordbruksförhållanden. Han huvudarbete var Lehrbuch der politischen Oekonomie, band I-III (1826-37, många upplagor, sedermera med vissa bearbetningar utgiven av Adolph Wagner; svensk översättning "Nationalhushållningslärans grundsatser", 1872-74).

## Övriga skrifter i urval
- Ansichten der Volkswirthschaft (1821)
- Über die Landwirthschaft der Rheinpfalz (1830; andra upplagan 1860)
- Geschichte des Pfluges (1845)